# Pierre Chemin
Pierre Chemin (Schaerbeek, 11 februari 1952),  is een  Belgische singer-songwriter en filmregisseur.

## Biografie
In 1993 brengt hij Cordon Musical uit, een album bedoeld als eerste, zeer gevarieerde discotheek voor peuters en hun ouders. Dit werd gevolgd door Cordon Pictural, een goocheldoos die muziek voor kleuters combineert met picturale creaties, en Cordon Nord/Sud, een album met wereldmuziek voor het hele gezin.
Als regisseur heeft Pierre Chemin talrijke audiovisuele projecten opgezet of eraan meegewerkt. In 1988 regisseerde hij de film Monchevau, een coproductie van de RTBF. In 2006 nam hij deel aan het stille filmproject En noir et blanc, gebaseerd op archiefbeelden van het Koninklijk Museum voor Midden-Afrika. In 2015 regisseerde hij samen met Tülin Özdemir de film Özge et sa petite Anatolie.

## Discografie
- 1979 : Parents si vous chantiez
- 1993 : Le Cordon Musical
- 1998 : Le Cordon Pictural
- 1999 : Le Cordon Nord/Sud
- 2010 : Le Jouet Musical
- 2014 : Rencontre